# Metoncholaimus uvifer
Metoncholaimus uvifer is een rondwormensoort uit de familie van de Oncholaimidae.